# Ringo Starr and His Third All-Starr Band Volume 1
Ringo Starr and His Third All-Starr Band Volume 1 ist das 15. Album, beziehungsweise das dritte Livealbum von Ringo Starr nach der Trennung der Beatles. Es wurde am 12. August 1997 in den USA veröffentlicht. In Deutschland und Großbritannien erschien das Album nicht.

## Entstehungsgeschichte
Nach dem Erscheinen des letzten Livealbums Ringo Starr and His All Starr Band Volume 2: Live from Montreux im September 1993 begab sich Ringo Starr erst wieder 1995 mit seiner Third All-Starr Band auf Japan-Tournee. Vom 14. Juni bis zum 28. Juni 1995 gab die All-Starr Band dort elf Konzerte. Am 27. Juni 1995 wurde das Konzert in Tokio aufgezeichnet und als CD von Blockbuster zwei Jahre später veröffentlicht. Es wurden lediglich 10.000 Exemplare hergestellt, die überwiegend in den Ladengeschäften von Blockbuster verkauft wurden. Das Konzert wurde vom japanischen Fernsehsender NHK Television aufgezeichnet und am 23. August 1995 im japanischen Fernsehen gesendet.
Das vollständige Programm der Konzerte der Tournee des Jahres 1995 war wie folgt:
1. Don’t Go Where the Road Don’t Go
2. I Wanna Be Your Man
3. It Don’t Come Easy
4. The Loco-Motion (Mark Farner)
5. Nothing from Nothing (Billy Preston)
6. No Sugar Tonight (Randy Bachman)
7. People Got to Be Free (Felix Cavaliere)
8. Boris the Spider (John Entwistle)
9. Boys
10. You Ain’t Seen Nothing Yet (Randy Bachman)
11. You’re Sixteen
12. Yellow Submarine
13. My Wife (John Entwistle)
14. I’m Your Captain (Closer to Home) (Mark Farner)
15. Honey Don’t
16. Act Naturally
17. Back Off Boogaloo
18. Groovin’ (Felix Cavaliere)
19. Will It Go Round in Circles (Billy Preston)
20. Takin’ Care of Business (Randy Bachman)
21. Some Kind of Wonderful (Mark Farner)
22. Good Lovin’ (The Young Rascals song) (Felix Cavaliere)
23. Photograph
24. No No Song
25. With a Little Help from My Friends

Zwischen dem 2. Juli und dem 23. August 1995 folgte eine weitere USA-Tournee mit 42 Konzerten.
Nach der Veröffentlichung des Albums wurde der Plattenvertrag in den USA mit Blockbuster nicht verlängert, sodass ein eventuelles Nachfolgealbum mit dem möglichen Titel Ringo Starr and His Third All-Starr Band Volume 2 (bisher) nicht veröffentlicht wurde.
Sechs der zwölf Lieder der CD wurden von Ringo Starr gesungen.

## Covergestaltung
Das Cover entwarf das Studio Graph-X. Die Coverfotos wurden von Henry Diltz aufgenommen. Der CD liegt ein bebildertes vierseitiges Begleitheft bei, das Informationen zum Album enthält.

## Titelliste
1. Don’t Go Where the Road Don’t Go (Richard Starkey a/Warman/Grainger) – 4:52
2. I Wanna Be Your Man (Lennon/McCartney) – 3:25
3. It Don’t Come Easy (Richard Starkey) – 3:55
4. The Loco-Motion (Gerry Goffin/Carole King) – 3:24
  - Gesungen von Mark Farner
5. Nothin’ from Nothin’ (Fisher/Preston/Puckett) – 3:33
  - Gesungen von Billy Preston
6. No Sugar Tonight / New Mother Nature (Cummings/Bachman) – 4:32
  - Gesungen von Randy Bachman
7. People Got to Be Free (Felix Cavaliere/Eddie Brigati) – 4:53
  - Gesungen von Felix Cavaliere
8. Boris the Spider (John Entwistle) – 2:41
  - Gesungen von John Entwistle
9. Boys (Dixon/Farrell) – 3:08
10. You Ain’t Seen Nothing Yet (Randy Bachman) – 3:45
  - Gesungen von Randy Bachman
11. You’re Sixteen (Sherman Brothers) – 2:48
12. Yellow Submarine (Lennon/McCartney) – 3:45

## Single-Auskopplungen
Aus dem Album wurden keine Singleauskopplungen vorgenommen.

## Sonstiges
Eine Veröffentlichung im LP-Format erfolgte nicht.

## Wiederveröffentlichungen
Die CD-Veröffentlichung aus dem Jahr 1997 wurde bisher nicht neu remastert.